# خورخي تولارس
خورخي تولارس (بالإسبانية: Jorge Torales) هو لاعب كرة قدم ومدرب كرة قدم باراغواياني في مركز الهجوم، ولد في 1 يونيو 1984 في أسونسيون في باراغواي. شارك مع منتخب باراغواي لكرة القدم. أما مع النوادي، فقد لعب مع أوليمبو وإنديبندينتي ديل فال وإيفرتون دي فينا ديل مار وتشاكاريتا جيونيورز ونادي إيميلك وناسيونال أسونسيون.

## وصلات خارجية
- خورخي تولارس على موقع قاعدة بيانات كرة القدم.إي يو (الإنجليزية)
- خورخي تولارس على موقع عالم كرة القدم.نت (الإنجليزية)